# Association sportive de la Société nigérienne des produits pétroliers
 (septembre 2018).
Maillots
L'Association sportive de la société nigérienne des produits pétroliers, créée en 2014 par la Société nigérienne des produits pétroliers, est un club de football basé à Niamey au Niger.

## Histoire
L’Association sportive de la Sonidep a été créée en 2014 par la Société nigérienne des produits pétroliers (SONIDEP) dans le cadre de sa responsabilité sociale et sa volonté d’accompagner la politique de la promotion du sport au Niger. C’est le dernier né des clubs de football nigérien. 
Malgré une existence récente, le club connait déjà des succès.[réf. nécessaire]
Monté en première division dès la première année de sa création, le club des pétroliers remporta la Coupe du Niger en 2014-2015 et se voit octroyer le titre du champion de la deuxième division. Au cours de cette saison, le club termine avec la meilleure défense du championnat avec un seul but concédé. Grâce à sa victoire en coupe, le club participe à l'édition 2015-2016 de la Coupe de la confédération de la Confédération africaine de football.
Lors de la saison 2016-2017, le club de l’AS Sonidep est finaliste de l’édition 2017 de la coupe face au Sahel Sporting Club. En championnat, le club a été classé en huitième position.
Au cours de la saison 2017-2018, l’AS Sonidep est éliminé en quart de finale de la coupe du Niger.  L’AS Sonidep remporte le Championnat national après seulement quatre ans d’existence. L’équipe avait pris la première place du classement dès la deuxième journée du championnat. Pendant les 30 jours de cette compétition, l’AS Sonidep a connu seulement deux défaites et est sacré champion à quatre journées de la fin de la saison. Ce titre lui donne l'occasion de représenter le Niger lors de la Ligue des champions 2018-2019.

## Encadrement

### Entraîneur
Le succès lors du championnat 2018 est réalisé sous la responsabilité d'un staff composé de deux techniciens, Abdourahmane Issa Maïga et Hassane Idé Barkiré alias « Lo ». 

### Président
Le président de l’AS Sonidep est Mohamed Chegga. Celui-ci a le soutien d'Ibrahim Nomao, Président d'honneur et Directeur général de la SONIDEP.

## Palmarès
- Championnat du Niger de football
  - Champion : 2018 et 2019
- Coupe du Niger de football
  - Vainqueur : 2015 et 2019
  - Finaliste : 2017
- Supercoupe du Niger de football
  - Vainqueur : 2018 et 2019
  - Finaliste : 2015
- Championnat du Niger de football D2
  - Champion : 2015

## Bilan saison par saison
| Saison    | Championnat    | Coupe du Niger     | Coupes continentales                              |
| --------- | -------------- | ------------------ | ------------------------------------------------- |
| 2014-2015 | Champion de D2 | Vainqueur          |                                                   |
| 2015-2016 | 8e             |                    | Tour préliminaire de la Coupe de la confédération |
| 2016-2017 | 8e             | Finaliste          |                                                   |
| 2017-2018 | Champion       | Quart de finaliste |                                                   |
| 2018-2019 | Champion       | Vainqueur          | Tour préliminaire de la Ligue des champions       |
| 2019-2020 | Saison annulée | Saison annulée     | Tour préliminaire de la Ligue des champions       |